# هراسة الثوم

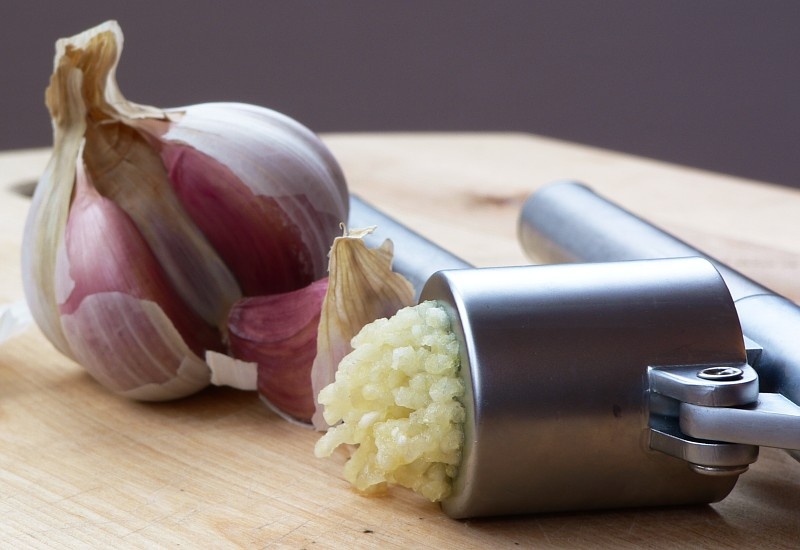
هراسة الثوم.

هراسة الثوم هي أداة مطبخ مُصممة لهرس الثوم, وهي عبارة عن من مكان لوضع أفصاص الثوم وهرسها عن طريق ثقوب صغيرة ويتم الضغط على الثوم بواسطة عتلة.